# Lipowiec-Kolonia
Lipowiec-Kolonia (do 2008 Lipowiec) – wieś w Polsce położona w województwie lubelskim, w powiecie zamojskim, w gminie Szczebrzeszyn. Do 2007 roku nosiła nazwę Lipowiec.
W latach 1975–1998 miejscowość należała administracyjnie do województwa zamojskiego.
Wieś jest sołectwem w gminie Szczebrzeszyn. Według Narodowego Spisu Powszechnego z roku 2011 wieś liczyła 14 mieszkańców.
Wierni Kościoła rzymskokatolickiego należą do parafii św. Katarzyny w Szczebrzeszynie.